# 李朋 (1921年)
李朋（1921年6月15日—2008年7月26日），原名倪代新，男，江苏扬州人，中华人民共和国政治人物，曾任中华人民共和国财政部副部长，第七届全国人大代表。